# Leo Sexton
Leo Joseph Sexton (ur. 27 sierpnia 1909 w Danvers w stanie Massachusetts, zm. 6 września 1968 w Perry w Oklahomie) – amerykański lekkoatleta, specjalista pchnięcia kulą, mistrz olimpijski z Los Angeles w 1932.
Na igrzyskach olimpijskich w 1932 w Los Angeles zwyciężył uzyskując w ostatniej próbie odległość 16,00 m, co było nowym rekordem olimpijskim. Krótko później, 27 sierpnia 1932 ustanowił rekord świata wynikiem 16,16 m. Rekord przetrwał miesiąc i został poprawiony przez Františka Doudę z Czechosłowacji.
Sexton był mistrzem Stanów Zjednoczonych w pchnięciu kulą w 1932, a w rzucie 56 funtowym ciężarem w latach 1930–1932]. W hali był mistrzem USA w pchnięciu kulą w 1931 i 1933, a w rzucie 35 funtowym ciężarem w 1932.
Po zakończeniu kariery sportowej pracował w firmie ubezpieczeniowej, dochodząc do stanowiska jej wiceprezesa.